# 原優子
原 優子（はら ゆうこ、1992年6月13日 – ）は、日本の声優、舞台女優。演劇集団 円所属。

## 来歴
新島学園高等学校時代は演劇部に所属。
同高校卒業後は「もう少しお芝居をやりたいな」と思い、2011年、円演劇研究所に入所。2013年、演劇集団 円会員に昇格。
その後、アニメのオーディションに受けて合格して声優としての活動を始める。
2023年10月4日、X（旧Twitter）にて一般男性と結婚することを報告した。

## 人物
声種はアルト - メゾソプラノ。
趣味・特技はケーキづくり、腹話術。
尊敬する人物は森光子。

## 出演
太字はメインキャラクター。

### テレビアニメ
2014年
- 怪盗ジョーカー（2014年 - 2016年、黒崎ギンコ、おギン） - 4シリーズ
- 金田一少年の事件簿R（秋峰あかね）
- 残響のテロル（オペレーター）
- ソードアート・オンラインII（女子生徒）
- ソウルイーターノット!（女子生徒C）
- トライブクルクル（2014年 - 2015年、真城ミズキ、みっちゃん）
- ドラえもん（テレビ朝日版第2期）（女子A）
- ハピネスチャージプリキュア!（ひとみ）
- 棺姫のチャイカ（アカリ・アキュラ） - 2シリーズ

2015年
- 空戦魔導士候補生の教官（ビーチ、女子A）
- 攻殻機動隊 ARISE ALTERNATIVE ARCHITECTURE（オペ子B）
- 七つの大罪（2015年 - 2018年、グリアモール〈幼少期・子供〉） - 2シリーズ

2016年
- 赤髪の白雪姫（女中）
- 甘々と稲妻（幼稚園の先生）
- 境界のRINNE（リン子）
- 6HP/シックスハートプリンセス（義堂あみ / ブループリンセス）
- デュエル・マスターズ VSRF（2016年 - 2017年、ダママ、マウリエル）
- 91Days（デルフィの娘）
- B-PROJECT〜鼓動*アンビシャス〜（女子高生B）
- ベイブレードバースト（2016年 - 2017年、猫田メロス、猫田カケル）
- モブサイコ100（2016年 - 2019年、槌屋） - 2シリーズ

2017年
- アイドルマスター シンデレラガールズ劇場（2017年 - 2019年、向井拓海） - 4シリーズ

2018年
- マーベル フューチャー・アベンジャーズ（ヴィスコ、スリングショット）
- キラッとプリ☆チャン（母親）

2019年 
- 文豪ストレイドッグス（2019年 - 2023年、村社） - 2シリーズ
- BEASTARS（2019年 - 2021年、シイラ、コスモ、ウンピョウ） - 2シリーズ

2021年
- ウマ娘 プリティーダービー Season 2（ダイサンゲン）
- ふしぎ駄菓子屋 銭天堂（吉川みちる）

2023年
- 火狩りの王（紅緒）

2024年
- 青の祓魔師 終夜篇（イブリース）

### 劇場アニメ
- 文豪ストレイドッグス DEAD APPLE（2018年、村社）
- ANEMONE/交響詩篇エウレカセブン ハイエボリューション（2018年、シバタ）
- 劇場版 美少女戦士セーラームーンEternal（2021年、ジュンジュン / セーラージュノー[22]） - 前後編
- 劇場版 美少女戦士セーラームーンCosmos（2023年、セーラージュノー）

### OVA
- 東京喰種トーキョーグール【PINTO】（2015年、女子生徒）
- 七つの大罪（2015年、グリアモール〈幼少期〉）
- 棺姫のチャイカ AVENGING BATTLE（2015年、アカリ・アキュラ）

### Webアニメ
- ベイブレードバースト スパーキング（2020年、猫田ハシル、ブレーダー）
- アイドルマスター シンデレラガールズ劇場 Extra Stage（2020年、向井拓海）
- ベイブレードバースト ダイナマイトバトル（2021年 - 2022年、猫田コロブ）

### ゲーム
2014年
- ハナヤマタ よさこいLIVE!

2015年
- アイドルマスター シンデレラガールズ（2015年 - 2023年、向井拓海） - 2作品
- ザクセスヘブン（水無月アンナ、アンズ・三田村、万紀乃凜子）
- トライブクルクル THE G@ME（真城ミズキ）
- ドラゴンクエストVIII 空と海と大地と呪われし姫君（ユッケ）
- 夏色ハイスクル★青春白書 〜転校初日のオレが幼馴染と再会したら(略)（苗木萌）
- リング☆ドリーム 女子プロレス大戦（楠原ななか）

2016年
- ベイブレードバースト（猫田メロス）

2020年
- アークナイツ（インドラ、ビーハンター、メランサ）
- ライフ イズ ストレンジ2（ライラ・パーク）
- ファンタジア・リビルド（アカリ・アキュラ）

2021年
- アイドルマスター ポップリンクス（向井拓海）

### ドラマCD
- 霧雨が降る森 ドラマCD 一粒目の雨（2014年、子どもの霊[32]）

### BLCD
- マウリと竜（花屋 他）

### 吹き替え

#### 映画
- ミラーズ 呪怨鏡（2017年、アーニャ〈アリナ・ババク〉）

#### ドラマ
- ビッグ・ショーのファミリー・ショー（2020年、ローラ・ワイト〈レイリン・キャスター〉）

#### アニメ
- トロールズ ミュージック★パワー（2020年、Kポップ・ギャング[33]）

### 舞台
- 夏ノ方舟（2013年）
- まちがいつづき
- ヒロイン･ア･ゴーゴー! 〜あの日の魔法少女〜（2020年）

### 映像商品
- THE IDOLM@STER CINDERELLA GIRLS 4thLIVE TriCastle Story（2017年）[34]
- ラジオ アイドルマスター シンデレラガールズ『デレラジ』DVD Vol.10（2017年）[35]
- アイドルマスター シンデレラガールズ小劇場 第1巻（2018年）[36]

## ディスコグラフィ

### キャラクターソング
| 発売日         | 商品名 | 歌 | 楽曲                                                       | 備考                                                                     |
| 2010年代       | 2010年代 | 2010年代 | 2010年代                                                   | 2010年代                                                                 |
| -------------- | --- | --- | ---------------------------------------------------------- | ------------------------------------------------------------------------ |
| 2015年7月29日  | THE IDOLM@STER CINDERELLA MASTER Absolute NIne                                                              | THE IDOLM@STER CINDERELLA GIRLS!                                                                                     | 「Absolute NIne」                                          | ゲーム『アイドルマスター シンデレラガールズ』関連曲                      |
| 2016年8月31日  | THE IDOLM@STER CINDERELLA GIRLS STARLIGHT MASTER 05 純情Midnight伝説                                        | 向井拓海（原優子）、藤本里奈（金子真由美）、松永涼（千菅春香）、大和亜季（村中知）、木村夏樹（安野希世乃）           | 「純情Midnight伝説（M@STER VERSION）」                     | ゲーム『アイドルマスター シンデレラガールズ スターライトステージ』関連曲 |
| 2016年9月1日   | アイドルマスター シンデレラガールズ WILD WIND GIRL 第1巻特装版特典CD                                        | 向井拓海（原優子）                                                                                                   | 「Absolute NIne」                                          | 漫画『アイドルマスター シンデレラガールズ WILD WIND GIRL』関連曲         |
| 2016年9月1日   | アイドルマスター シンデレラガールズ WILD WIND GIRL 第1巻特装版特典CD                                        | 向井拓海（原優子）、藤本里奈（金子真由美）                                                                           | 「純情Midnight伝説（GAME SIZE）」                          | 漫画『アイドルマスター シンデレラガールズ WILD WIND GIRL』関連曲         |
| 2017年2月8日   | アイドルマスター シンデレラガールズ WILD WIND GIRL 第2巻特装版特典CD                                        | 向井拓海（原優子）、藤本里奈（金子真由美）                                                                           | 「Orange Sapphire」                                        | 漫画『アイドルマスター シンデレラガールズ WILD WIND GIRL』関連曲         |
| 2017年5月13日  | THE IDOLM@STER CINDERELLA GIRLS 5thLIVE TOUR Serendipity Parade!!! 宮城・石川・大阪 会場オリジナルCD        | 向井拓海（原優子）                                                                                                   | 「純情Midnight伝説（M@STER VERSION）」                     | ゲーム『アイドルマスター シンデレラガールズ スターライトステージ』関連曲 |
| 2017年6月8日   | アイドルマスター シンデレラガールズ WILD WIND GIRL 第3巻特装版特典CD                                        | 向井拓海（原優子）                                                                                                   | 「生存本能ヴァルキュリア（M@STER VERSION）」               | 漫画『アイドルマスター シンデレラガールズ WILD WIND GIRL』関連曲         |
| 2017年11月8日  | アイドルマスター シンデレラガールズ WILD WIND GIRL 第4巻特装版特典CD                                        | ノーティギャルズ | 「Virgin Love」 「BEYOND THE STARLIGHT（M@STER VERSION）」 | 漫画『アイドルマスター シンデレラガールズ WILD WIND GIRL』関連曲         |
| 2018年3月8日   | アイドルマスター シンデレラガールズ WILD WIND GIRL 第5巻特装版特典CD                                        | 向井拓海（原優子）                                                                                                   | 「炎の華」 「お願い！シンデレラ（M@STER VERSION）」        | 漫画『アイドルマスター シンデレラガールズ WILD WIND GIRL』関連曲         |
| 2019年3月8日   | アイドルマスター シンデレラガールズ WILD WIND GIRL 第6巻特装版特典CD                                        | 向井拓海（原優子）、藤本里奈（金子真由美）、上田鈴帆（春野ななみ）、難波笑美（伊達朱里紗）                           | 「サマカニ!!（M@STER VERSION）」                           | 漫画『アイドルマスター シンデレラガールズ WILD WIND GIRL』関連曲         |
| 2020年代       | | |                                                            |                                                                          |
| 2020年2月19日  | THE IDOLM@STER CINDERELLA GIRLS STARLIGHT MASTER 36 義勇忍侠花吹雪                                          | 星輝子（松田颯水）、向井拓海（原優子）、村上巴（花井美春）                                                           | 「O2」                                                     | ゲーム『アイドルマスター シンデレラガールズ スターライトステージ』関連曲 |
| 2021年2月10日  | 劇場版「美少女戦士セーラームーンEternal」 キャラクターソング集 Eternal Collection                           | セレセレ（上田麗奈）、パラパラ（諸星すみれ）、ジュンジュン（原優子）、ベスベス（高橋李依）                           | 「Welcome to the circus」                                  | 劇場アニメ『劇場版 美少女戦士セーラームーンEternal』関連曲               |
| 2021年4月28日  | THE IDOLM@STER CINDERELLA GIRLS STARLIGHT MASTER GOLD RUSH! 08 EVIL LIVE                                    | 村上巴（花井美春）、的場梨沙（集貝はな）、小関麗奈（長野佑紀）、藤本里奈（金子真由美）、向井拓海（原優子）           | 「EVIL LIVE（M@STER VERSION）」                            | ゲーム『アイドルマスター シンデレラガールズ スターライトステージ』関連曲 |
| 2021年4月28日  | THE IDOLM@STER CINDERELLA GIRLS STARLIGHT MASTER GOLD RUSH! 08 EVIL LIVE                                    | 向井拓海（原優子）                                                                                                   | 「EVIL LIVE（M@STER VERSION）」                            | ゲーム『アイドルマスター シンデレラガールズ スターライトステージ』関連曲 |
| 2021年4月28日  | THE IDOLM@STER CINDERELLA GIRLS STARLIGHT MASTER GOLD RUSH! 08 EVIL LIVE                                    | 向井拓海（原優子）                                                                                                   | 「Overnight Sensation 〜時代はあなたに委ねてる〜」         | ゲーム『アイドルマスター シンデレラガールズ スターライトステージ』関連曲 |
| 2021年11月10日 | THE IDOLM@STER CINDERELLA GIRLS 10th ANNIVERSARY M@GICAL WONDERLAND TOUR!!! MerryMaerchen Land オリジナルCD | 向井拓海（原優子）                                                                                                   | 「Absolute NIne」                                          | ゲーム『アイドルマスター シンデレラガールズ』関連曲                      |
| 2022年10月19日 | THE IDOLM@STER CINDERELLA GIRLS STARLIGHT MASTER R/LOCK ON! 09 New bright stars                             | 小日向美穂（津田美波）、浅利七海（井上ほの花）、桐生つかさ（河瀬茉希）、城ヶ崎美嘉（佳村はるか）、向井拓海（原優子） | 「New bright stars（M@STER VERSION）」                     | ゲーム『アイドルマスター シンデレラガールズ スターライトステージ』関連曲 |
| 2022年10月19日 | THE IDOLM@STER CINDERELLA GIRLS STARLIGHT MASTER R/LOCK ON! 09 New bright stars                             | 向井拓海（原優子）                                                                                                   | 「New bright stars（M@STER VERSION）」                     | ゲーム『アイドルマスター シンデレラガールズ スターライトステージ』関連曲 |

### その他参加楽曲
| 発売日       | 商品名                                    | 歌 | 楽曲                        | 備考                                                |
| ------------ | ----------------------------------------- | --- | --------------------------- | --------------------------------------------------- |
| 2017年2月8日 | THE IDOLM@STER CINDERELLA MASTER EVERMORE | 大橋彩香、福原綾香、原紗友里、藍原ことみ、青木志貴、青木瑠璃子、飯田友子、五十嵐裕美、今井麻夏、上坂すみれ、内田真礼、桜咲千依、大空直美、大坪由佳、金子真由美、金子有希、木村珠莉、黒沢ともよ、佐藤亜美菜、下地紫野、洲崎綾、鈴木絵理、髙野麻美、高森奈津美、立花理香、種﨑敦美、千菅春香、東山奈央、長島光那、原優子、早見沙織、春瀬なつみ、渕上舞、牧野由依、松井恵理子、松嵜麗、三宅麻理恵、村中知、杜野まこ、安野希世乃、山下七海、山本希望、佳村はるか、ルゥティン、和氣あず未 | 「EVERMORE（4thLIVE MIX）」 | ゲーム『アイドルマスター シンデレラガールズ』関連曲 |

## ライブ・イベント

### 合同ライブ
| 出演日               | タイトル                                                                                          | 会場                               |
| -------------------- | ------------------------------------------------------------------------------------------------- | ---------------------------------- |
| 2016年9月3日         | THE IDOLM@STER CINDERELLA GIRLS 4thLIVE TriCastle Story Starlight Castle                          | 神戸ワールド記念ホール（兵庫県）   |
| 2016年10月15日       | THE IDOLM@STER CINDERELLA GIRLS 4thLIVE TriCastle Brand New Castle                                | さいたまスーパーアリーナ（埼玉県） |
| 2017年5月27日・28日  | THE IDOLM@STER CINDERELLA GIRLS 5thLIVE TOUR Serendipity Parade!!! 石川公演                       | 石川県産業展示館4号館（石川県）    |
| 2017年6月24日・25日  | THE IDOLM@STER CINDERELLA GIRLS 5thLIVE TOUR Serendipity Parade!!! 静岡公演                       | エコパアリーナ（静岡県）           |
| 2017年8月13日        | THE IDOLM@STER CINDERELLA GIRLS 5thLIVE TOUR Serendipity Parade!!! さいたまスーパーアリーナ公演   | さいたまスーパーアリーナ（埼玉県） |
| 2018年9月8日・9日    | THE IDOLM@STER CINDERELLA GIRLS SS3A Live Sound Booth♪                                            | ヤマダグリーンドーム前橋（群馬県） |
| 2018年11月10日・11日 | THE IDOLM@STER CINDERELLA GIRLS 6thLIVE MERRY-GO-ROUNDOME!!!                                      | メットライフドーム（埼玉県）       |
| 2020年2月15日・16日  | THE IDOLM@STER CINDERELLA GIRLS 7thLIVE TOUR Special 3chord♪ Glowing Rock!                        | 京セラドーム大阪（大阪府）         |
| 2021年12月25日・26日 | THE IDOLM@STER CINDERELLA GIRLS 10th ANNIVERSARY M@GICAL WONDERLAND TOUR!!! CosmoStar Land        | 愛知県国際展示場 ホールA（愛知県） |
| 2022年4月2日・3日    | THE IDOLM@STER CINDERELLA GIRLS 10th ANNIVERSARY M@GICAL WONDERLAND!!!                            | ベルーナドーム（埼玉県）           |
| 2025年4月26日・27日  | THE IDOLM@STER CINDERELLA GIRLS STARLIGHT STAGE 10th ANNIVERSARY TOUR Let’s AMUSEMENT!!! 東京公演 | 有明アリーナ（東京都）             |

### シリーズ一覧
1. ↑  シーズン1（2014年 - 2015年）、シーズン2（2015年）、シーズン3（2016年）、シーズン4（2016年）
2. ↑  第1期（2014年）、第2期『AVENGING BATTLE』（2014年）
3. ↑  第1期（2015年）、第2期『戒めの復活』（2018年）
4. ↑  第1期（2016年）、第2期『II』（2019年）
5. ↑  第1期（2017年）、第2期（2017年）、第3期（2018年）、第4期『CLIMAX SEASON』（2019年）
6. ↑  第3シーズン（2019年）、第4シーズン（2023年）
7. ↑  第1期（2019年）、第2期（2021年）
8. ↑  『シンデレラガールズ』（2015年 - 2022年）、『スターライトステージ』（2015年 - 2023年）

### ユニットメンバー
1. ↑  塩見周子（ルゥティン）、高垣楓（早見沙織）、渋谷凛（福原綾香）、前川みく（高森奈津美）、一ノ瀬志希（藍原ことみ）、島村卯月（大橋彩香）、相葉夕美（木村珠莉）、城ヶ崎美嘉（佳村はるか）、向井拓海（原優子）
2. ↑  向井拓海（原優子）、藤本里奈（金子真由美）